# Multiplicació

Propietat commutativa:
3 × 4 = 12 = 4 × 3
dotze elements poden ser ordenats en tres files de quatre o quatre columnes de tres.

La multiplicació és una operació aritmètica resultat d'un cas particular de la suma.
Quan tots els sumands d'una suma són iguals, es pot simplificar. Així, si el nombre m se suma n vegades, es diu que es multiplica el nombre m pel nombre n. Els nombres que es multipliquen en una multiplicació, s'anomenen factors, i el resultat de la multiplicació s'anomena producte.

La multiplicació s'indica amb una creu, ×, o un punt, ⋅. En computació s'acostuma a utilitzar l'asterisc * (ús originari en el llenguatge FORTRAN). En un monomi, es considera que tots els components del monomi es multipliquen sense necessitat d'indicar cap símbol de multiplicació.
Exemples:
5⋅2 = 5 +5 = 10
2⋅5 = 2 +2 +2 +2 +2 = 10
4⋅3 = 4 +4 +4 = 12
m⋅6 = m +m +m +m +m +m
Igual que la suma, la multiplicació és una operació interna dins els nombres naturals, els enters, els racionals, els reals i els complexos.
També es poden multiplicar altres entitats matemàtiques, com polinomis, vectors o matrius.

## Propietats de la multiplicació
- Uniforme: Si als dos membres d'una igualtat se'ls multiplica un mateix nombre, queda una altra igualtat com a resultat.

{\displaystyle a=b\Rightarrow a\cdot c=b\cdot c}
- Monotonia: Si als dos membres d'una desigualtat matemàtica se'ls multiplica un mateix nombre positiu, queda una altra desigualtat del mateix sentit. En el cas que el multiplicant sigui negatiu la desigualtat canvia de sentit.

{\displaystyle a>b\Rightarrow a\cdot c>b\cdot c{\text{ si }}c>0}
{\displaystyle a>b\Rightarrow a\cdot c<b\cdot c{\text{ si }}c<0}
- Associativa: Dos o més factors d'una multiplicació es poden substituir pel seu producte sense afectar el resultat.

{\displaystyle a\cdot b\cdot c\cdot d=(a\cdot b)\cdot c\cdot d=a\cdot (b\cdot c)\cdot d=a\cdot (b\cdot c\cdot d)}
- Commutativa: L'ordre dels factors no afecta el valor del producte.[3]

{\displaystyle a\cdot b=b\cdot a}
- Distributiva: Amb la suma, es compleix la següent igualtat:

{\displaystyle a\cdot (b+c)=a\cdot b+a\cdot c}
En general:
{\displaystyle a\cdot (b+c+d+e+...)=a\cdot b+a\cdot c+a\cdot d+a\cdot e+...}
En aquesta igualtat a rep el nom de factor comú. A l'acció de fer aquesta operació a l'inrevés s'anomena treure factor comú
Exemples de treure factor comú:
15 +20 -30 = 5⋅(3 +4 -6)
10 +8 -6 = 2⋅(5 +4 -3)
- Element neutre: L'element neutre de la multiplicació és l'1, de manera que:

3⋅1 = 3
- Multiplicació per zero: Qualsevol multiplicació d'un nombre real per zero és igual a zero.

{\displaystyle a\cdot 0=0}